# Iglesia de San José (Dusambé)
La Iglesia de San José es el nombre que recibe un edificio religioso que está afiliado a la Iglesia católica y se localiza en la ciudad de Dusambé la capital del país centro asiático de Tayikistán. Se localiza específicamente en la calle Titov proezd 21.
En el templo se celebran misas para la pequeña comunidad católica en ruso y en inglés. Sigue el rito romano y hace parte de la misión sui iuris de Tayikistán. En ese mismo territorio eclesiástico existe otro parroquia pero que esta dedicada a San Roque.
Los feligreses son de distintas etnias o nacionalidades incluyendo alemanes, lituanos, rusos y tayikos. Esta diversidad se origina en las deportaciones realizadas en la  Unión Soviética en las décadas de 1930 y 1940.